# Теушпа
Теушпа — кімерійський цар VII сторіччя до н.е., також відомий як цар Умман Манди  у записах царя Асархаддона. У 679 році до н.е. він командував кімерійськими військами у битві проти асирійців на чолі з Асархаддоном, яку програв та й загинув.
Схожість імені кімерійського царя та царя Теїспа, що був сучасником Теуспа, призвело до ототожнення деякими істориками підставою вважати Теїспа з Теушпу.